# 6 Brygada Celna
6 Brygada Celna – jednostka organizacyjna polskich formacji granicznych II Rzeczypospolitej.
W listopadzie 1921 Ministerstwo Spraw Wewnętrznych postanowiło powołać na terenach podległych województw wschodnich brygady celne. Dowództwo 6 Brygady Celnej rozmieszczono w Stryju. Na stanowisko dowódcy brygady powołano mjr. Leopolda Leparskiego.
W dniu 29 maja 1922 przeprowadzono reorganizację ochrony granicy wschodniej. Zadania Głównej Komendy Batalionów Celnych przejęło  Ministerstwo Spraw Wewnętrznych.

## Struktura organizacyjna
- dowództwo brygady[1]
- 24 batalion celny
- 25 batalion celny
- 26 batalion celny
- 35 batalion celny